# Доње Ново Село (Бујановац)
Доње Ново Село или Нова Маала је насеље у Србији у општини Бујановац у Пчињском округу. Према попису из 2022. било је 42 становника.
Ново село се налази у Рујну. Насеље поседује три махале: Стара мала, Средња мала, или Корија и Нова мала. Стара мала и Средња мала се налазе у сливу Богдановске реке (Врањска котлина), а Нова мала се већим делом налази у сливу Дзвезданске реке, десне притоке Моравице.
Назив становника Новог села је Новоселчанин, становнице Новоселска, а ктетик је новоселски.

## Демографија
У насељу Доње Ново Село живи 103 пунолетна становника, а просечна старост становништва износи 46,2 година (43,7 код мушкараца и 49,6 код жена). У насељу има 34 домаћинства, а просечан број чланова по домаћинству је 3,53.
Ово насеље је великим делом насељено Србима (према попису из 2002. године), а у последња три пописа, примећен је пад у броју становника.
|  |

| Демографија | Демографија | Демографија |
| Година      | Становника  | Становника  |
| ----------- | ----------- | ----------- |
| 1948.       | 486         |             |
| 1953.       | 424         |             |
| 1961.       | 432         |             |
| 1971.       | 347         |             |
| 1981.       | 283         |             |
| 1991.       | 141         | 141         |
| 2002.       | 120         | 120         |
| 2022.       | 42          |             |

| Етнички састав према попису из 2002.‍ | Етнички састав према попису из 2002.‍ | Етнички састав према попису из 2002.‍ | Етнички састав према попису из 2002.‍ | Етнички састав према попису из 2002.‍ |
| ------------------------------------ | ------------------------------------ | ------------------------------------ | ------------------------------------ | ------------------------------------ |
|                                      |                                      |                                      |                                      |                                      |
| Срби                                 | Срби                                 |                                      | 119                                  | 99,16%                               |
| Албанци                              | Албанци                              |                                      | 1                                    | 0,83%                                |

| Година пописа     | 1948. | 1953. | 1961. | 1971. | 1981. | 1991. | 2002. |
| ----------------- | ----- | ----- | ----- | ----- | ----- | ----- | ----- |
| Број домаћинстава | 67    | 60    | 66    | 57    | 54    | 38    | 34    |

| Број чланова      | 1 | 2  | 3 | 4 | 5 | 6 | 7 | 8 | 9 | 10 и више | Просек |
| ----------------- | - | -- | - | - | - | - | - | - | - | --------- | ------ |
| Број домаћинстава | 1 | 11 | 8 | 6 | 2 | 3 | 3 | 0 | 0 | 0         | 3,53   |

| Пол    | Укупно | Неожењен/Неудата | Ожењен/Удата | Удовац/Удовица | Разведен/Разведена | Непознато |
| ------ | ------ | ---------------- | ------------ | -------------- | ------------------ | --------- |
| Мушки  | 60     | 23               | 31           | 5              | 1                  | 0         |
| Женски | 46     | 6                | 34           | 6              | 0                  | 0         |
| УКУПНО | 106    | 29               | 65           | 11             | 1                  | 0         |

| Пол    | Укупно                    | Пољопривреда, лов и шумарство | Рибарство                            | Вађење руде и камена | Прерађивачка индустрија       |
| ------ | ------------------------- | ----------------------------- | ------------------------------------ | -------------------- | ----------------------------- |
| Мушки  | 40                        | 29                            | 0                                    | 0                    | 4                             |
| Женски | 18                        | 15                            | 0                                    | 0                    | 1                             |
| УКУПНО | 58                        | 44                            | 0                                    | 0                    | 5                             |
| Пол    | Производња и снабдевање   | Грађевинарство                | Трговина                             | Хотели и ресторани   | Саобраћај, складиштење и везе |
| Мушки  | 0                         | 1                             | 1                                    | 0                    | 1                             |
| Женски | 0                         | 0                             | 0                                    | 1                    | 0                             |
| УКУПНО | 0                         | 1                             | 1                                    | 1                    | 1                             |
| Пол    | Финансијско посредовање   | Некретнине                    | Државна управа и одбрана             | Образовање           | Здравствени и социјални рад   |
| Мушки  | 0                         | 0                             | 0                                    | 1                    | 0                             |
| Женски | 0                         | 0                             | 0                                    | 0                    | 0                             |
| УКУПНО | 0                         | 0                             | 0                                    | 1                    | 0                             |
| Пол    | Остале услужне активности | Приватна домаћинства          | Екстериторијалне организације и тела | Непознато            | Непознато                     |
| Мушки  | 0                         | 0                             | 0                                    | 3                    | 3                             |
| Женски | 0                         | 0                             | 0                                    | 1                    | 1                             |
| УКУПНО | 0                         | 0                             | 0                                    | 4                    | 4                             |